# 귀부인의 초상

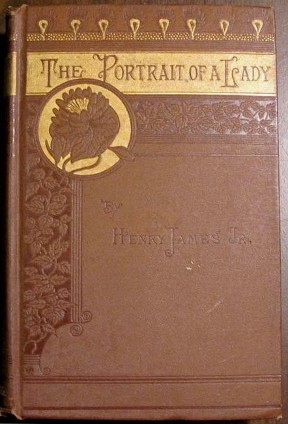
제1판 (미국)

《귀부인의 초상》(The Portrait of a Lady)은 헨리 제임스의 1881년 장편소설이다. 미모의 미국 아가씨 이사벨 아처는 유산상속을 받아 영국으로 건너가 영국귀족으로부터 구혼을 받는다. 그러나 그 후 유럽 생활을 많이 한 미국 태생의 홀아비 길버트 오스먼드와 알게 되어 그와 결혼한다. 세련된 가면 밑에 숨겨진 남편의 추악함을 곧 알게 되나 이미 때는 늦었고, 그녀의 강한 자존심과 어찌할 수 없는 의붓딸 판지에 대한 애정 때문에 불행한 결혼생활을 계속한다. 제임스 특유의 신구 양대륙(新舊兩大陸)을 대비시키는 테마가 잘 부각되어 있다.